# Cirurgia bucomaxilofacial

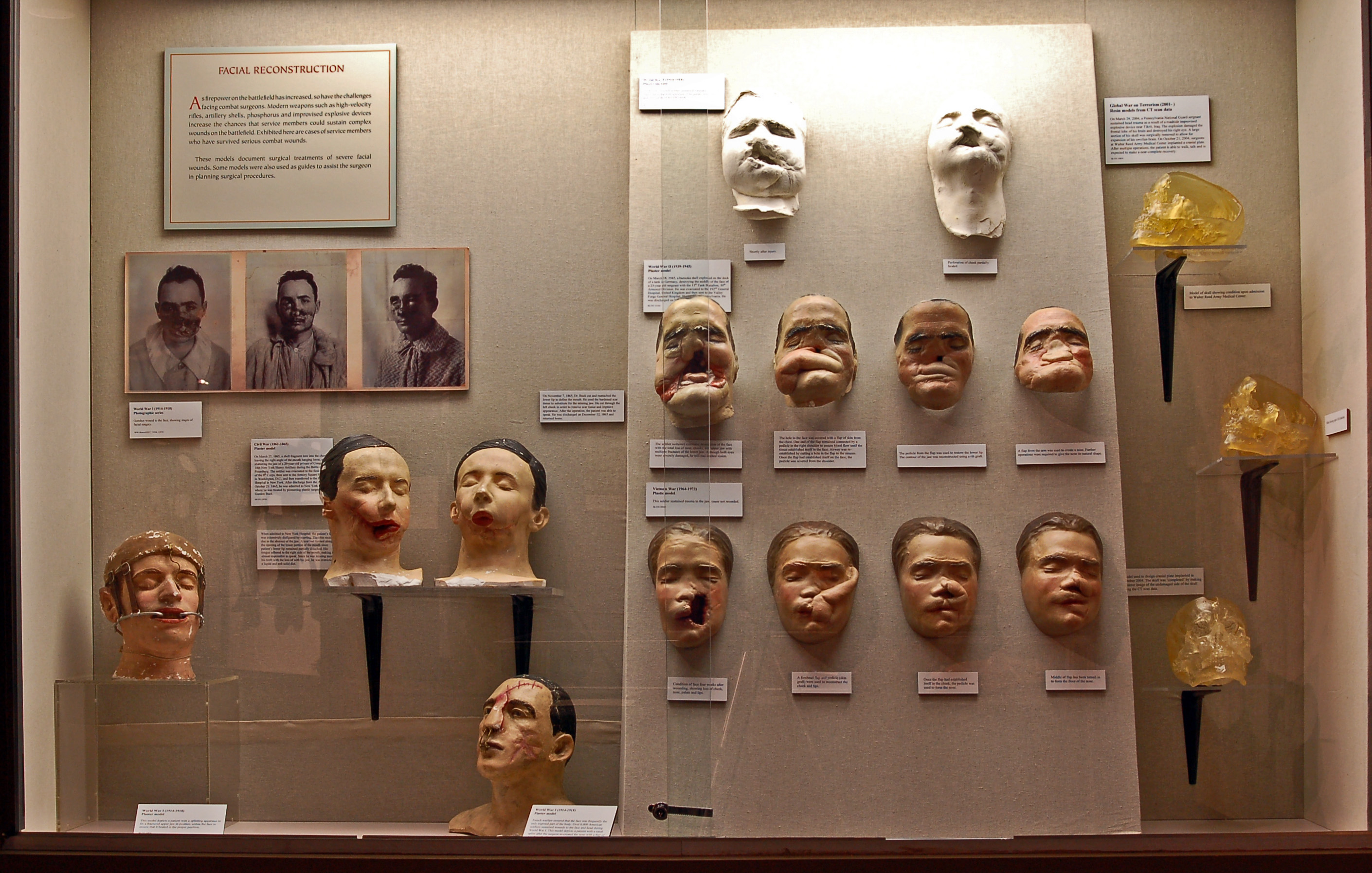
Exemplos dessa cirurgia

Cirurgia e traumatologia bucomaxilofacial, popularmemte cirurgia maxilofacial  é uma especialidade de caráter médico- cirúrgico, pertencente a Odontologia, que trata cirurgicamente as doenças da cavidade bucal, do crânio, face e pescoço, tais como: traumatismos e deformidades faciais (congênitos ou adquiridos), traumas e deformidades dos maxilares e da mandíbula, envolvendo a região compreendida entre o osso hioide e o supercílio de baixo para cima, e do tragus a pirâmide nasal, de trás para diante e áreas anexas em estruturas cranio-cervicais (Medicina Oral e Facial).
No Brasil, para adquirir formação na área, após a graduação de 5 anos, o candidato deverá se submeter a um programa de residência médica em Cirurgia e Traumatologia Buco Maxilo Facial, que será realizado em âmbito hospitalar com regime de dedicação integral em torno de 4 anos, tendo como carga horária aproximadamente 8.640h a 10.000 horas totais. Dentre as doenças existem os tumores benignos e malignos, os cistos dos maxilares, as provocadas por fungos, vírus, e manifestações associadas a doenças sistêmicas como AIDS, tuberculose, sífilis entre outras. As deformidades faciais são compreendidas desde as sequelas de doenças como o câncer, os traumas severos, ou distúrbios do desenvolvimento, como as síndromes ou alterações do desenvolvimento como o prognatismo (aumento dos maxilares), micrognatismo (diminuição dos maxilares) ou a combinação delas.
Hipócrates já mencionava lesões da boca e efetuava certos tratamentos desde a dor de dentes ao tratamento de fraturas na face. Existem registros de reduções de fraturas da face, rudimentares porém eficientes, e estes princípios foram utilizados como base para os tratamentos atuais. A cirurgia bucomaxilofacial é de âmbito ambulatorial ou hospitalar. Nos ambulatórios ou consultórios são exercidas cirurgias menores, na sua grande maioria sob anestesia local, onde são por exemplo removidos dentes inclusos, pequenos tumores benignos, cistos, lesões periapicais ou paradentais, implantes dentários, cirurgias para adaptações protéticas entre outras. As cirurgias de grande porte são realizadas sob anestesia geral em ambiente hospitalar e demandam maiores cuidados. São as cirurgias de grandes tumores, fraturas faciais, cirurgias craniofaciais, cirurgias ortognáticas entre outras.
Na atualidade em que aumenta assustadoramente o número de casos de traumatismos faciais, em que a sobrevida do paciente após o trauma inicial tem sido assegurada com maior constância,é mais que necessário um serviço da especialidade no município.
Os especialistas em cirurgia e traumatologia bucomaxilofaciais são intitulados como cirurgiões e traumatologistas bucomaxilofaciais ou sinonimamente como médicos-cirurgiões-bucomaxilofaciais.

## Dentistas generalista e  especialistas em cirurgia oral e maxilofacial
A cirurgia realizada no consultório por cirurgiões-dentistas generalistas, em geral, é muito menos extensa que as praticadas por especialistas em cirurgia bucal e maxilofacial, pois esses possuem uma maior amplitude com prerrogativas médicas de atuação 
O alcance da cirurgia bucal e maxilofacial para os dentistas generalistas é definido por vários fatores. O desejo do dentista em realizar procedimentos cirúrgicos é o primeiro. Alguns cirurgiões-dentistas têm pouco ou nenhum interesse na realização de procedimentos cirúrgicos, ao passo que outros apreciam isso.O segundo fator é a experiência e o treinamento do dentista na realização de procedimentos cirúrgicos complexos. Um cirurgião-dentista deve estar interessado na realização de cirurgia para a remoção de dentes impactados ou inclusos; porém, sem treinamento e experiência cirúrgicos adequados e sem habilidade na realização de procedimentos anestésicos avançados, não seria prudente realizar a cirurgia. O terceiro fator determinante do alcance da prática cirúrgica do dentista é o nível de habilidade manual desse dentista. Mesmo com um alto interesse e extensivo treinamento, um dentista que tenha pouca ou nenhuma habilidade manual na área cirúrgica ou perdeu a habilidade por não praticar por um período de tempo não deve realizar procedimentos cirúrgicos complexos. Por outro lado, com um alto nível de interesse, treinamento extensivo e suficiente habilidade manual, o dentista generalista pode considerar, seriamente, a realização de procedimentos cirúrgicos mais complexos. O quarto e último fator é a disponibilidade de especialistas na vizinhança do dentista generalista. Se especialistas em cirurgia bucal e maxilofacial estão geograficamente separados por uma grande distância do dentista generalista, este poderá tentar realizar mais procedimentos cirúrgicos e cirurgias de maior complexidade que se existissem especialistas relativamente por perto.
É importante notar que a realização da prática de cirurgia bucal e maxilofacial para o médico dentista generalista não é, normalmente, definida por lei. A maioria dos conselhos de Odontologia estaduais emite uma licença única para a prática da Odontologia, tanto para os dentistas generalistas quanto para os especialistas. O dentista generalista tem o direito legal de realizar qualquer procedimento cirúrgico bucal e maxilofacial. Assim, cada dentista deve decidir que procedimentos cirúrgicos deverão realizar e quais devem ser indicados ao especialista, tendo-se em mente que sempre se deve propor o melhor para o paciente. Os fatores listados previamente são aqueles que determinam se tais decisões devem ser feitas.
O objetivo da cirurgia oral e maxilofacial para os dentistas generalistas inclui vários procedimentos cirúrgicos. A exodontia de dentes erupcionados e a remoção de raízes fraturadas são os procedimentos mais comumente realizados. Ao término do curso de graduação em Odontologia, cada dentista deve ter treinamento, experiência e habilidade adequados para exercer essas atividades. O dentista deve ser capaz de realizar procedimentos cirúrgicos pré-protéticos menores, que incluem a maioria dos procedimentos que podem ser realizados com anestesia local no ambulatório. O dentista deve ser capaz de lidar com infecções menores de dentes e de tecidos moles orais. Uma vez que a maioria das infecções odontogênicas é de pequeno porte, o dentista generalista razoavelmente experiente pode solucioná-las. O dentista deve ser capaz de avaliar o paciente com uma lesão patológica oral e determinar se uma biópsia é necessária. Em muitas situações, o dentista deve realizar a biópsia. Finalmente, o dentista generalista deve ter facilidade na resolução de lesões traumáticas dos dentes e tecidos moles adjacentes. Em muitos casos, o tratamento definitivo deve ser dado pelo especialista, mas o cuidado inicial, em geral, pode ser dado pelo dentista generalista.
O especialista em cirurgia bucal e maxilofacial é um médico-dentista que obteve treinamento prévio em cirurgia bucal e maxilofacial por quatro anos ou mais após o término da graduação em Odontologia de 5 anos. Durante esse período, o médico-dentista obteve extensa experiência em procedimentos cirúrgicos e médicos complexos e recebeu treinamento e experiência extensos no diagnóstico e nos procedimentos cirúrgicos de dentes impactados, assim como experiência com técnicas de exodontia em pacientes com comprometimento sistêmico severo. A aquisição de conhecimentos e de habilidade nos métodos de controle de dor avançados e complexos, incluindo sedação intravenosa e anestesia geral ambulatorial, é importante no treinamento dos cirurgiões orais e maxilofaciais. Adicionalmente, o cirurgião oral e maxilofacial recebe extenso treinamento e experiência na avaliação total e tratamento definitivo do paciente traumatizado, tratamento de infecções odontogênicas extensas da cabeça e do pescoço, tratamento de lesões patológicas bucais e maxilofaciais (como cistos e tumores dos maxilares), diagnóstico e tratamento das deformidades dentofaciais (congênitas, de desenvolvimento ou adquiridas), cirurgia pré-protética maxilofacial complexa (incluindo a utilização de implantes dentários), reconstrução com enxertos ósseos de áreas ausentes dos maxilares e o tratamento da dor facial e dos distúrbios da articulação temporomandibular.

## Habilidades e funções
A cirurgia não requer somente habilidades técnicas; esta é uma disciplina complexa que inclui muitos fatores. A habilidade manual cirúrgica é a parte técnica da atividade cirúrgica total e equivale a menos de um terço da habilidade do cirurgião. O julgamento cirúrgico é a sabedoria em tomar decisões sobre a necessidade de cirurgia e de como lidar com pacientes durante um procedimento cirúrgico. Mais importante, a disciplina de cirurgia inclui o diagnóstico do problema cirúrgico; a preparação do paciente, tanto psicológico quanto fisiologicamente, para o procedimento; a duração da cirurgia para o benefício máximo do paciente; o ajuste e a modificação de procedimentos cirúrgicos padronizados para se adaptar às necessidades de cada paciente; e, finalmente, o cuidado pós-operatório de suporte que é essencial para a recuperação tranquila após o procedimento cirúrgico.
Para ser excelente, um cirurgião deve ser tecnicamente habilidoso, mas deve ter, também, fortes componentes de humanismo, gentileza, humildade e compaixão. É importante que tenha compreensão das preocupações dos pacientes relacionadas com os procedimentos cirúrgicos que serão realizados. O cirurgião deve tomar como vantagem essa compreensão e projetar uma imagem de cuidado com essas preocupações, que todos os pacientes têm. Essa abordagem humanística será o fator mais importante no julgamento pelo paciente da habilidade geral do cirurgião. O excelente cirurgião deve ter bom julgamento cirúrgico, que corresponde tanto à maturidade quanto à experiência cirúrgica. Finalmente, o cirurgião deve ter um grande respeito pelo tecido mole, assim como pelo tecido duro.
Os cirurgiões que têm pouco respeito pelos tecidos farão com que os pacientes tenham maior tempo de recuperação e uma incidência maior de complicações. Um excelente cirurgião deve saber quando operar, onde realizar a cirurgia anatomicamente e como realizar o procedimento tecnicamente. Da mesma importância, o cirurgião, tanto um generalista quanto um especialista, deve saber quando não operar. No início do treinamento do cirurgião, este deve observar os professores para que tenha exemplos de maturidade cirúrgica. Deve, ainda, observar os professores que enfatizam o detalhe cirúrgico, em vez da força cirúrgica e, também, como os cirurgiões, sendo outros estudantes ou professores, ajudam pacientes ansiosos, durante um procedimento cirúrgico, por meio da expressão da preocupação e do interesse pelo paciente como pessoa, observando, inclusive, como eles realizam a parte técnica da cirurgia.